# Kingdom (Dando Shaft)
Kingdom è un album del gruppo musicale inglese dei Dando Shaft, pubblicato dalla Rubber Records nel 1977. Si tratta di un disco inciso al tempo della prima (breve) reunion del gruppo.

## Tracce
Lato A
1. Follow You – 4:17 (Dave Cooper, Martin Jenkins)
2. If I Could Let Go – 3:05 (Dave Cooper, Martin Jenkins)
3. Barbara Allen – 3:45 (Dave Cooper, Martin Jenkins)
4. Stroller in the Air – 3:13 (Dave Cooper, Martin Jenkins)
5. Kingdom – 4:53 (Dave Cooper, Martin Jenkins)

Lato B
1. Feel Like I Wanna Go Home – 4:35 (Dave Cooper, Martin Jenkins)
2. Daystar – 2:53 (Dave Cooper, Martin Jenkins)
3. Trees – 4:10 (Dave Cooper, Martin Jenkins)
4. Tenpenny / The Oak Tree – 2:33 (Dave Cooper, Martin Jenkins)
5. Lady and Man – 2:58 (Dave Cooper, Martin Jenkins)
6. Gloworm – 2:15 (Dave Cooper, Martin Jenkins)

## Musicisti
"Follow You"
- Martin Jenkins  - mandola (electric mandocello)
- Kevin Dempsey  - chitarra elettrica, voce
- Dave Cooper  - chitarra, voce
- Polly Bolton - voce
- Tommy Kearton - tastiere (fender rhodes)
- Paul Dunmall - sassofono soprano
- Danny Thompson - basso
- Jon Stevens - batteria
- Ted Kay - congas

"If I Could Let Go"
- Martin Jenkins - mandola (mandocello), voce, violino
- Kevin Dempsey  - voce
- Polly Bolton  - voce
- Dave Cooper  - voce, chitarra
- Rod Clements - basso
- Ted Kay - congas

"Barbara Allen"
- Martin Jenkins - violino
- Kevin Dempsey - chitarra elettrica
- Dave Cooper - voce, chitarra
- Danny Thompson - basso

"Stroller in the Air"
- Martin Jenkins - mandolino
- Kevin Dempsey - chitarra elettrica, voce
- Polly Bolton - voce
- Dave Cooper - voce, chitarra
- Tommy Kearton - pianoforte
- Danny Thompson - basso
- Ted Kay - congas

"Kingdom"
- Martin Jenkins - voce, mandola (stereo mandocello)
- Kevin Dempsey - chitarra elettrica, basso elettrico
- Polly Bolton - voce
- Dave Cooper - voce
- Tommy Kearton - tastiere (fender rhodes)
- Paul Dunmall - sassofono tenore
- Jon Stevens - batteria
- Ted Kay - tabla

"Feel Like I Wanna Go Home"
- Martin Jenkins - violino elettrico
- Kevin Dempsey - chitarra elettrica
- Polly Bolton - voce
- Dave Cooper - chitarra, voce
- Tommy Kearton - tastiere (fender rhodes)
- Paul Dunmall - sassofono soprano
- Danny Thompson - basso
- Jon Stevens - batteria
- Ted Kay - congas

"Daystar"
- Martin Jenkins - voce, mandola (mandocello), flauto
- Kevin Dempsey - voce
- Polly Bolton - voce
- Dave Cooper - voce, chitarra
- Danny Thompson - basso
- Ted Kay - congas

"Trees"
- Martin Jenkins - voce, mandola (mandocello), flauto
- Dave Cooper - voce, chitarra

"Tenpenny / The Oak Tree"
- Martin Jenkins  - mandola (mandocello)
- Tommy Kearton - tastiere (fender rhodes)
- Ted Kay - tabla

"Lady and Man"
- Martin Jenkins  - mandola (mandocello), flauto
- Dave Cooper  - voce, chitarra
- Rod Clements  - basso elettrico

"Gloworm"
- Martin Jenkins  - mandola (mandocello), voce, percussioni
- Dave Cooper  - chitarra elettrica
- Paul Dunmall  - sassofono tenore
- Danny Thompson  - basso
- Ted Kay  - batteria (electronic acod / folk feedback drum)